# Teorie
Teorie je soustava poznatků, jimiž se na základě vědeckých zákonů a uznávaných hypotéz soustavně vysvětluje nějaký jev nebo skutečnost; uvažování, zpravidla vědecké, a přijímání předpokladů. Opakem či doplňkem teorie je tedy praktické, empirické poznání, fakt. (Teorie samozřejmě má z dostupných faktů vycházet, ale důležité je, že je pomocí myšlení zpracovává do pokud možno uchopitelného a koherentního celku.) Teorie se může týkat prakticky libovolného předmětu poznání, například existuje teorie šachových zahájení, teorie kontrapunktu v hudbě, teorie grup v matematice, teorie vědy ve filozofii nebo teorie mezinárodních vztahů. Zvláštní význam má teorie v přírodních vědách, která umožňuje rozvoj poznání a ovládání přírody.

## Etymologie
Teorie znamená „pojem, mentální schéma," z roku 1590, z pozdní latiny theoria (Jeronym), z řeckého θεωρία, theōria = „kontemplace, spekulace; pohled, zření; podívaná, věci, na které se dívá," od θεωρεῖν, theōrein = „zvažovat, spekulovat, dívat se," od θεωρός, theōros = „divák," od θέα, thea „pohled", což je možná z protoindoevropského kořene wer- „vnímat."

## Různé teorie
- evoluční teorie
- kvantová teorie
- teorie automatů
- teorie ceny
- teorie cla
- teorie grup
- teorie her
- teorie informace
- teorie literatury
- teorie míření
- teorie množin
- teorie mzdy
- teorie peněz
- teorie pole
- teorie poznání
- teorie pravděpodobnosti
- teorie proudění
- teorie relativity
- teorie růstu
- teorie strun
- teorie všeho
- teorie 1. řádu
- teorie 2. řádu